# ILOVEYOU
De ILOVEYOU worm, ook wel bekend als VBS/Loveletter en Love Bug worm, is een computervirus geschreven in VBScript.

## Beschrijving
De uiterst effectieve worm heeft zijn oorsprong in Manilla op de Filipijnen, waarna het via Hongkong de rest van de wereld besmette. Het is voor het eerst in een mailbox gezien op 3 mei 2000 in een mail met als onderwerp "ILOVEYOU" en als bijlage "LOVE-LETTER-FOR-YOU.TXT.vbs".
De worm was zeer effectief door de volgende oorzaken:
- De VBScripts die hij gebruikte waren niet nieuw, maar nog nooit op zo'n schaal gebruikt voor een virus. Daardoor ontbraken beveiligingen en kon het virus zijn gang gaan.
- De naam die het gebruikte, en de namen van de onderwerpen en bijlagen hadden een sterke psychologische invloed op mensen.
- De worm was geschreven voor Microsoft Windows, een wijdverspreid besturingssysteem.
- Windows verborg destijds tweede bestandsextensies per standaard (als men dit wilde wijzigen, moest dit handmatig gebeuren). Hierdoor werd de werkelijke extensie, .vbs, verborgen en men dacht door de .txt extensie met een normaal tekstbestand te maken te hebben.

## Achtergrond
De worm is geschreven door een Filipijnse student, Onel de Guzman. Hij schreef een werkstuk waarin hij pleitte voor het recht op internet - in de tijd dat hij de worm schreef, was hij arm en had geen geld voor het internet in zijn land.  Zijn manier om via wachtwoorden van anderen internet te voorzien, werd in zijn werkstuk afgewezen: zijn leraren schreven "this is illegal" (dit is illegaal) en "we do not produce burglars" (wij maken geen dieven). Hierop verliet de Guzman school en begon de worm te coderen. 

## Effecten
De ILOVEYOU-worm leidde tot circa 5,5 tot 8 miljard dollar aan schade, waarmee het de een van de schadelijkste wormen is. De schade werd veroorzaakt doordat de worm belangrijke bestanden, maar ook muziek en andere multimedia overschreef met een kopie van zichzelf en zich vervolgens door het adresboek van het slachtoffer verspreidde. 

## Verspreiding
De Guzman had in de eerste instantie de worm versloten to Manilla en verwijderde dat slot op het laatste moment uit pure nieuwsgierigheid. De Guzman vertelde later dat hij de enorme verspreiding niet had verwacht. 
De massale verspreiding richting het westen begon toen mensen op hun kantoren arriveerden en berichten tegenkwamen verstuurd door mensen uit Hongkong en omstreken. Omdat het virus de adresboeken van gebruikers gebruikte, leek het vaak alsof de mailtjes van een kennis kwamen en werden ze als veilig beschouwd. Voor een paar gebruikers was dat alles wat het virus nodig had om duizenden mails te genereren die mailsystemen platlegden, en duizenden bestanden op werkstations en toegankelijke servers overschreven.
De schade was enorm. De bug forceerde het Britse House of Commons om offline te gaan, alsook de overheid van Denemarken. Grote bedrijven die Outlook gebruikten werden aangetast, zoals Ford en het Noorse ScanPix. In de Verenigde Staten werden het Pentagon en meerdere legerbases offline gehaald.  Er wordt vermoed dat de worm zo'n 5.5 tot 8.7 miljard dollar heeft gekost.

## Werking
De worm is geschreven in VBScript. De gebruiker moet het script uitvoeren. De worm voegt sleutels aan het register van Windows toe, om te zorgen dat hij bij een herstart opnieuw gestart wordt. Ook worden *.JPG, *.JPEG, *.VBS, *.VBE, *.JS, *.JSE, *.CSS, *.WSH, *.SCT, *.HTA bestanden overschreven door de worm met een kopie van zichzelf, en wordt de extensie .VBS toegevoegd. Ook *.MP4, MP3 en *.MP2 bestanden worden opgezocht, verborgen en er wordt een kopie van de worm gemaakt met de extensie .VBS. Dan stuurt de worm zich door naar alle contacten uit het Microsoft Office Outlook-adresboek.